# フー・フィールズ・ラヴ?
フー・フィールズ・ラヴ?（Who Feels Love?）は、イギリスのロックバンドオアシスの楽曲で、バンドのリード・ギタリストであるノエル・ギャラガーが作詞作曲した。スタンディング・オン・ザ・ショルダー・オブ・ジャイアンツからリリースされた2枚目のシングルとなり、全英シングルチャートで4位を記録（1994年の「シガレッツ・アンド・アルコール」以来トップ3に入らなかったのは初めて）。アイルランド、イタリア、スペインではトップ20入りを果たした。

## 評価
「スタンディング...」はそのサイケデリックなフィーリングで注目され、「Who Feels Love?」はその最も極端な例として取り上げられた。マーク・ステントはこの曲のプロデュースで、「レイン」などのビートルズの曲に見られるような「トリッピー」な感じを作り出したと称賛された。しかし、プロダクションは高く評価されたものの曲自体は批評家からは不評で、NMEは、「このプロダクションは感情らしい感情に完全に勝利してしまった…純粋にマハリシのスピリチュアリティを馬鹿にしており、リアムでですら自己パロディの領域から救い出すことはできない」と述べている。

## ミュージック・ビデオ
この曲のミュージック・ビデオは1999年12月にカリフォルニアのデス・ヴァレーで撮影された。

## Bサイド
B面の1曲は、ビートルズの「ヘルター・スケルター」のカバーであり、2000年のSOTSOGツアーでライブ演奏された。ポール・ウェラーは、B面曲「ワン・ウェイ・ロード」を2004年のカバーアルバム『スタジオ150』で録音した。ウェラーによるバージョンは、その後ジャック・ディーのシットコム『Lead Balloon』のテーマ曲として使用された。

## 収録曲
「へルター・スケルター」のみレノン＝マッカートニー作詞・作曲。それ以外の曲は、ノエル・ギャラガー作詞・作曲。「へルター・スケルター」はアルバム『Be Here Now』のセッション中に録音され、オーウェン・モリスがプロデュースを担当した。
UK CD、12インチ盤 (RKIDSCD 003; RKID 003T)
1. "フー・フィールズ・ラヴ? - Who Feels Love?" – 5:45
2. "ワン・ウェイ・ロード - One Way Road" – 4:03
3. "へルター・スケルター - Helter Skelter" – 5:51

- このCDには、「Who Feels Love? 」のミュージック・ビデオも収録されている。

UK 7インチ盤、カセットテープ (RKID 003; RKIDCS 003)
1. "フー・フィールズ・ラヴ? - Who Feels Love?" – 5:45
2. "ワン・ウェイ・ロード - One Way Road" – 4:03

日本盤 CD (ESCA 8133)
1. "フー・フィールズ・ラヴ? - Who Feels Love?" – 5:45
2. "ワン・ウェイ・ロード - One Way Road" – 4:03
3. "ガス・パニック!(デモ)" - Gas Panic!(demo) – 6:39

- 「ガス・パニック！」のデモは、2002年6月23日にサンデー・タイムズと共に発売されたオアシスの無料CDに収録されるまで、日本でのみ正式にリリースされた。

## パーソナル
Oasis
- リアム・ギャラガー – リード・ヴォーカル、タンバリン
- ノエル・ギャラガー – エレクトリック・ギター、アコースティック・ギター、バッキング・ヴォーカル
- アラン・ホワイト – ドラムス、パーカッション

Additional musicians
- ポール・ステイシー – キーボード、 ミニムーグ、ベース、バックワーズ・ギター

## チャート
| Chart (2000)                             | Peak position |
| ---------------------------------------- | ------------- |
| Europe (Eurochart Hot 100)               | 19            |
| ドイツ (GfK Entertainment charts)        | 94            |
| アイスランド (Íslenski Listinn Topp 40)  | 31            |
| アイルランド (IRMA)                      | 15            |
| イタリア (FIMI)                          | 16            |
| オランダ (Single Top 100)                | 57            |
| スコットランド (Official Charts Company) | 3             |
| スペイン (PROMUSICAE)                    | 7             |
| スイス (Schweizer Hitparade)             | 66            |
| UK シングルス (OCC)                      | 4             |
| UK インディ (OCC)                        | 1             |

## リリース
| リージョン | リリース日    | フォーマット             | レーベル    | Ref.   |
| ---------- | ------------- | ------------------------ | ----------- | ------ |
| イギリス   | 2000年4月17日 | 7-inch vinyl CD cassette | Big Brother | [ 17 ] |
| 日本       | 2000年4月19日 | CD                       | Epic        | [ 18 ] |